# Sandoy (regione)
Sandoy è uno dei sei sýslur (regioni o distretti politici) in cui sono divise le Isole Fær Øer.
Comprende l'isola omonima, Skúvoy e Stóra Dímun.

## Comuni
La regione comprende 5 comuni (kommunur):
- Húsavík
- Sandur
- Skálavík
- Skopun
- Skúvoy